# Nycteus infumatus
Nycteus infumatus är en skalbaggsart som först beskrevs av Leconte 1853.  Nycteus infumatus ingår i släktet Nycteus och familjen platthöftbaggar. Inga underarter finns listade i Catalogue of Life.